# 여신탐
"여신탐"은 한국에서 제작된 최훈 감독의 1976년 영화이다. 김정란 등이 주연으로 출연하였고 김용덕 등이 제작에 참여하였다.

## 출연

### 주연
- 김정란
- 남성훈